# 밴드 웨곤

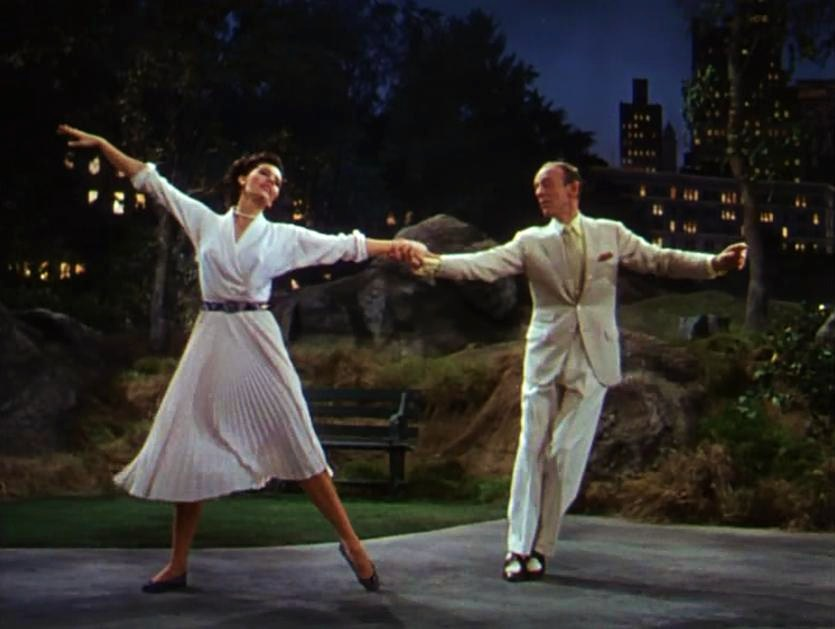

《밴드 웨곤》(The Band Wagon)은 미국에서 제작된 빈센트 미넬리 감독의 1953년 뮤지컬 영화이다. 프레드 아스테어 등이 주연으로 출연하였고 아서 프리드 등이 제작에 참여하였다.
1995년 이 영화는 미국 의회도서관에 의해 문화적으로, 역사적으로, 미적으로 중요성을 인정받아 미국 국립영화등기부에 선정, 보존되었다.

## 출연

### 주연
- 프레드 아스테어
- 시드 카리스
- 오스카 레반트

### 조연
- 나네트 파브레이
- 잭 뷰캐넌
- 제임스 밋첼
- 로버트 기스트

## 기타
- 협력프로듀서: 로저 에덴스
- 미술: E. 프레스턴 아메스
- 미술: 세드릭 기븐스
- 의상: 메리 앤 나이버그